# Kanał wzrokowy

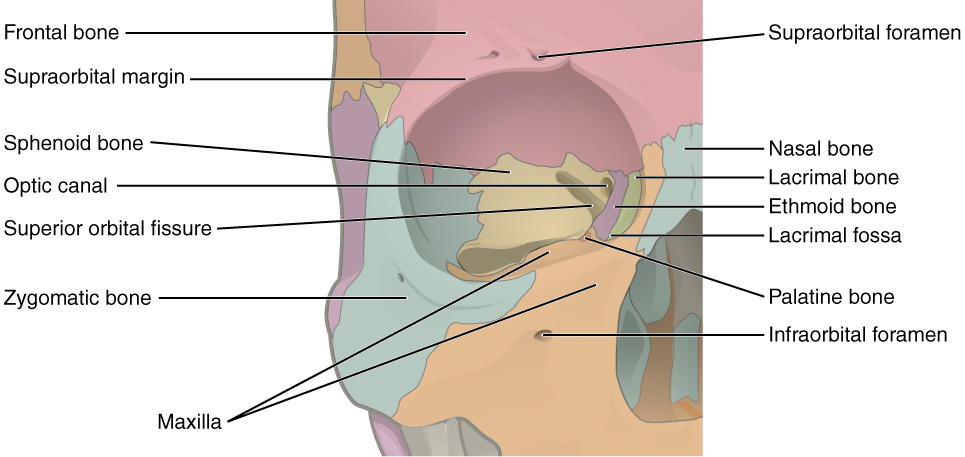
Kanał wzrokowy podpisany Optic canal.

Kanał wzrokowy (łac. canalis opticus) – w anatomii człowieka kanał wewnątrz skrzydła mniejszego kości klinowej położony w głębi oczodołu, stanowiący jego szczyt (apex orbitae). Przechodzą przez niego z jamy czaszki do oczodołu tętnica oczna i nerw wzrokowy.